# Elexorien
Elexorien — викинг/фолк-метал группа из Нидерландов, существовавшая в 2004–2011гг.

## Характеристики
Стиль
По словам Рональда, одного из участников группы: «Наш стиль лучше всего описать термином Epic Battle Metal, потому что просто не существует такого стиля, к которому можно было бы его отнести. В нашей музыке можно найти элементы пауэр, дэт, блэк, викинг и фолк-метала.» Среди альбомов, оказавших наибольшее влияние, Рональд отмечает: «Voimasta ja Kunniasta группы Moonsorrow, Urkraft и Vansinnesvisor группы Thyrfing, а также все альбомы Bal-Sagoth».
Лирика
Основные темы: Сражения, Толкин.
Дизайн обложек
Внешний вид
«Конечно, Лиза и Ине привлекают много внимания своей внешностью, но мы не пытаемся этим воспользоваться» — отвечает Рональд на вопрос о девушках в составе группы.

## История
Основанная в 2004 году Лайнедилом (гитарист, гроул), Гримбертом (клавишные), Лизой (бас) и Йорисом (ударные), группа сначала называлась Tearful Dawn. Затем они изменили свое название на Elexorien, которое взято у одного из фэнтезийных клинков Кита Рэя.
В 2005 году к ним присоединились вокалистка Ине и гитарист Вулв. Укомплектовав состав группа отыграла множество концертов, самые запоминающиеся из которых — выступления на одной сцене с Suffocation, Ensiferum, Eluveitie и Korpiklaani. В мае 2005 года они записали и выпустили демо Rising of the Storm, за которым последовал полноформатный одноименный дебютный альбом, выпущенный 13 апреля 2007 года.
В 2008 году группа принимала участие в Ragnarök Festival в Германии, а также была в туре по Финляндии с Kivimetsän Druidi и Shattered Within.
В ноябре 2008 года группа объявила, что снова войдет в студию для записи EP под названием For The Who Remain. 21 декабря 2008 года на их лейбле Trollzorn был выпущен DVD Hard as Iron, который включает «концертные выступления Kromlek, Gernotshagen, Pestis и Tarabas, интервью, закулисную чепуху и многое другое».
В 2009 году, вскоре после тура по Южной Америке вместе с God Dethroned, певица Ине решает покинуть группу. После этого у них появилась новая вокалистка Лотте, но начать новую жизнь группа не смогла, распавшись в 2011 году. Часть участников объявляла о продолжении в новой группе под названием Qauntum Theory.

## Участники
Основной состав
- Лиза «Aphrodite» Хук — бас (2004–2011)
- Берт «Grimbert den Heerscher» де Рюитер — клавишные (2004–2011)
- Лайнедил - харш-вокал, гитары (2004-2011)
- Рональд «Wolve» Луккен — гитары (2005–2011)
- Мерлин Пулман — ударные (2008-2011)
- Лотте — вокал (2010-2011)

Бывшие участники
- Йорис Ниенхейс - ударные (2004-2008)
- Ине "The Crusher" Зийлстра - вокал (2005-2009)

Временная шкала

## Дискография
- Rising of the Storm (Demo 2005)
- Elexorien (2007)[15]
- Hard as Iron (Split DVD/Video 2008)